# Алограф
Алограф (буква, літера) — умовний графічний знак, який використовується у писемній мові, для передачі звуків мови на письмі.
Умовність алографа поляга в тому що він лише передає умовне звучання соціально закріплене, але не відзеркалює природу цього звучання.